# Emílio Henrique Baumgart
Emílio Henrique Baumgart, nascido Emil Heinrich Baumgart, (Blumenau, 25 de maio de 1889 — Rio de Janeiro, 9 de outubro de 1943) foi um engenheiro brasileiro.

## Biografia
Seu pai foi o imigrante alemão Gustav Baumgart e a sua mãe Mathilde Odebrecht, filha do imigrante alemão engenheiro (Emílio) Emil Odebrecht. Como típico teuto-brasileiro de sua época, Emílio Henrique Baumgart era bilíngue, dominando tanto o idioma português como o alemão. Casou-se com Stela Maria em 1915, com quem teve um filho e uma filha.
Baumgart iniciou seus estudos em Santa Catarina, mas estudou também no Ginásio São Leopoldo, no Rio Grande do Sul, indo para o Rio de Janeiro em 1911 para ingressar na então Escola Politécnica (atual Escola Politécnica da UFRJ). Custeou seus estudos lecionando ao mesmo tempo no Ginásio São Bento e trabalhando desde o segundo ano, na construtora L. Riedlinger (precursora da Companhia Construtora Nacional), onde em 1913 elaborou alguns dos primeiros projetos em concreto armado do Brasil, como a ponte Maurício de Nassau no Recife. Formou-se Engenheiro Civil em 1919 e lecionou no curso de Arquitetura na Escola Nacional de Belas Artes, ministrando a disciplina de “Sistemas e detalhes de construção, desenho técnico, orçamentos e especificações” no ano de 1931. Baumgart foi o segundo professor titular desta cadeira, onde se estudava a “estereotomia do ferro, da madeira, os seus diferentes sistemas de construção, aplicações e detalhes de esquadrias, tesouras, estruturas metálicas, concreto armado e suas aplicações, desenho técnico orçamento e especificações”, conforme esclarecia o respectivo programa.
A firma construtora que fundou em 1923, responsável pela construção do Cine Capitólio, não teve sucesso: dois anos após a fundação foi levada à falência. Emilio retirou-se do ramo da construção, permanecendo até o final de sua vida apenas como projetista de estruturas. Montou no ano de 1925 no Rio de Janeiro, a primeira firma de projetos de estruturas de concreto armado do Brasil.
Emílio Henrique Baumgart destacou-se como engenheiro projetista inovador, vindo a receber o título de "Pai do Concreto Armado" pelos profissionais do ramo no Brasil.
Morreu com a idade de 54 anos, vítima de ataque cardíaco, ao sair de casa para o trabalho.

## Projetos de estruturas
Seus projetos de estruturas abriram novas perspectivas para a utilização do concreto armado, tendo sido autor do projeto de estruturas de obras pioneiras da engenharia brasileira. Dois de seus projetos tiveram significado mundial: o edifício A Noite, na praça Mauá no Rio de Janeiro, que com seus 24 andares se tornou na época o mais alto do mundo em estruturas de concreto armado; e a ponte sobre o rio do Peixe, entre Herval d'Oeste e Joaçaba, hoje denominada Emilio Baumgart. A ponte possuía o maior vão livre conhecido na época (68,50 metros) e foi construída por um método revolucionário devido a sua altura em relação ao rio e às suas repetidas cheias. A concretagem foi feita da margem para o centro em balanços sucessivos, sem auxílio de escoramento, fato inédito na história do concreto armado. As barras de aço, durante a construção em balanço, foram emendadas por meio de luvas rosqueadas. A ponte original entretanto ruiu durante a enchente de 1983 do rio do Peixe na região. O comprimento total da ponte original era 145,50 metros.
O tempo áureo da construção de vias de comunicação em Blumenau foram os governos de Paulo Zimmermann e Curt Hering. Em Rio do Sul foi construída a grande ponte de concreto "Curt Hering". Em 10 de outubro de 1926, foi inaugurado pelo Dr. Vítor Konder, presidente do Conselho Municipal de Blumenau, que representava no ato o Governador do Estado, a ponte de Indaial sobre o rio Itajaí-Açu. É construída em concreto armado sobre quatro pilares, com cinco arcos, a 6,90 metros acima do nível normal do rio, com comprimento de 175 metros e a largura de 6 metros. A concretagem dos pilares necessitou o trabalho de um escafandrista (mergulhador com escafandro). Esta ponte também leva seu nome, mas é mais conhecida como Ponte dos Arcos.
Além dos projetos citados, Emílio Baumgart projetou as mais variadas estruturas para cerca de 500 diversas obras: reservatórios, hangares para aviões, oficinas, armazéns, flutuantes, piscinas etc, e mais de uma centena de viadutos e pontes.

## Principais projetos de estruturas

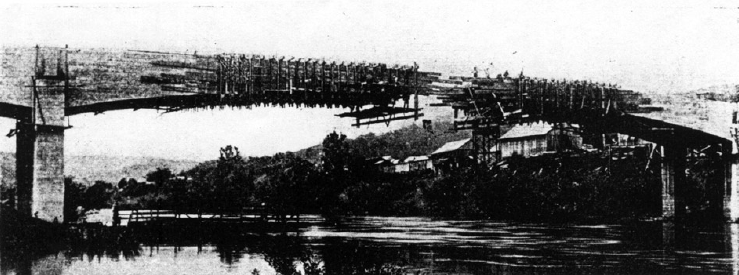
A ponte sobre o Rio do Peixe, entre Herval d'Oeste (SC) e Joaçaba (SC) em
1930. Com vão de 68,5m foi construída totalmente livre de escoramento.

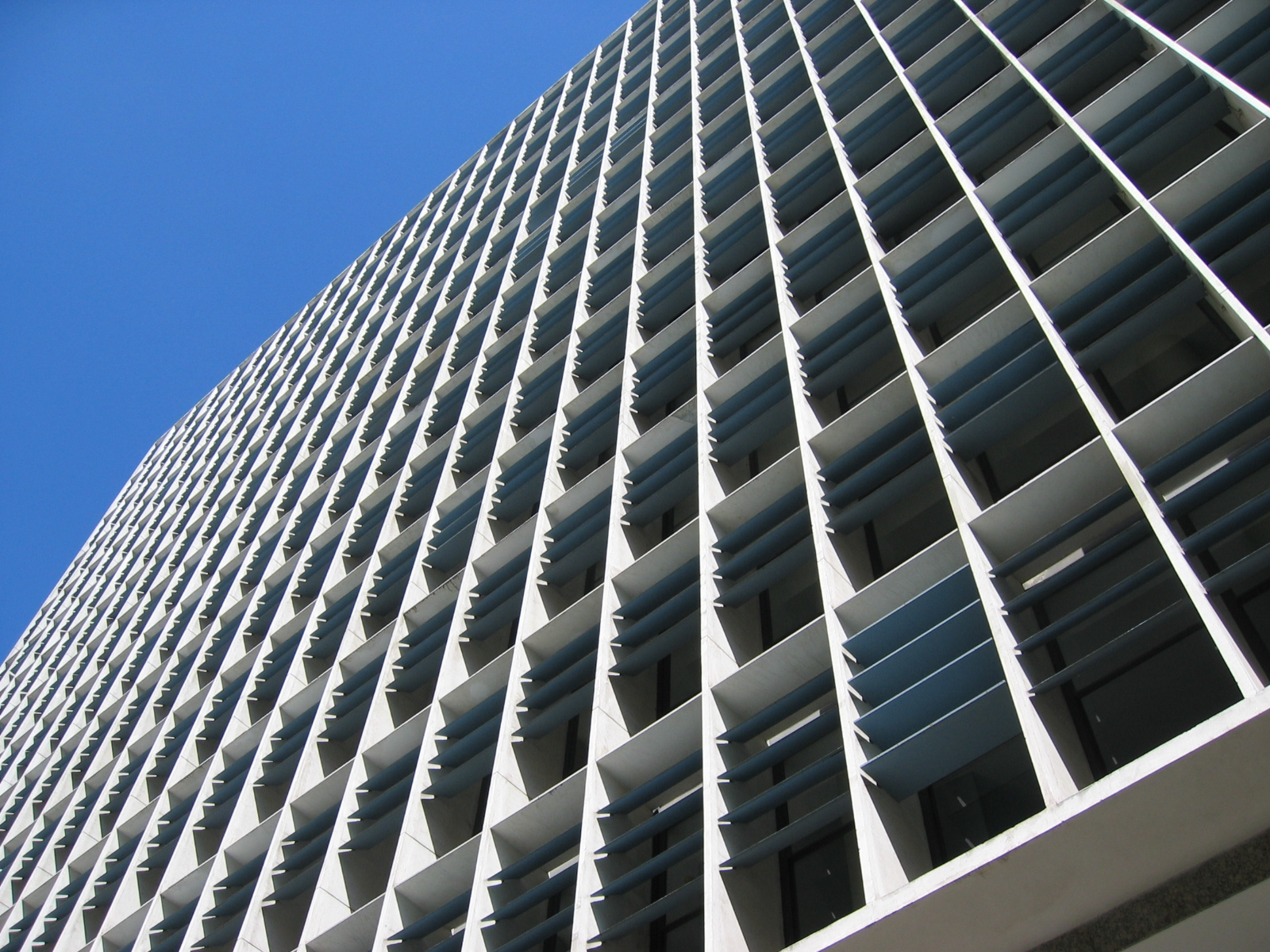
Fachada Norte do Edifício Gustavo Capanema, antigo Ministério da Educação e Saúde Pública.

- Ponte Maurício de Nassau, no Recife, PE (1913)
- Hotel Glória, no Rio de Janeiro (1922)
- Copacabana Palace, no Rio de Janeiro (1923)
- Cinema Capitólio, no Rio de Janeiro (1924)
- Ponte dos Arcos, em Indaial (1926)
- Edifício "A Noite" (com Joseph Gire), no Rio de Janeiro (1928)
- Ponte sobre o Rio do Peixe, entre Herval d'Oeste e Joaçaba, SC (1930)
- Edifício do Ministério da Educação e Saúde Pública (atual Palácio Gustavo Capanema), no Rio de Janeiro (1936-1945), (arquitetura de Lucio Costa, Oscar Niemeyer, Affonso Eduardo Reidy, Carlos Leão, Ernani Vasconcellos, Jorge Machado Moreira e Le Corbusier (consultor))
- Edifício do Hotel Central, no Rio de Janeiro
- Ponte do Areal, no Rio de Janeiro
- Teatro João Caetano
- Hangar no Campo dos Afonsos, Rio de Janeiro
- Papelaria União, no Rio de Janeiro
- Edifício Guinle, no Rio de Janeiro
- Edifício Cinema Roxy, no Rio de Janeiro
- Edifício Salic, Porto Alegre, RS
- Cine Teatro Brasil, Belo Horizonte, MG
- Sede do Banco do Brasil, São Paulo, SP
- Viaduto de Santa Tereza, Belo Horizonte, MG